# 儲元升
儲元升，字儀羽，江南宜興人。清朝官員。
儲元升出身宜興儲氏，家族自宋明以來科名長盛不衰。祖父儲方慶、父儲郁文及三位叔伯皆為康熙進士。雍正元年（1723年），儲元升考中癸卯恩科舉人，雍正二年（1724年），聯捷甲辰科進士，任蘇州府學教授，改桐城縣知縣。
乾隆年間，曾纂《東明縣志》。